# Hyalella azteca
O Hyalella azteca é um complexo de espécies de crustáceos anfípodes muito difundido e abundante na América do Norte. Atinge de 3 a 8 mm de comprimento e é encontrado em uma variedade de águas doces e salobras. Alimenta-se de algas e diatomáceas e é um dos principais alimentos das aves Anseriformes.

## Descrição
O Hyalella azteca tem um plano corporal semelhante ao da maioria dos anfípodes e é um exemplo clássico de espécie de água doce da ordem. Eles atingem um comprimento de 3 a 8 milímetros, sendo os machos maiores do que as fêmeas. Sua cor é variável, mas os tons mais frequentes são branco, verde e marrom.
São diferenciados de outras espécies semelhantes pela antena 1 ser igual ou mais curta que a antena 2, um espinho no pleossomo 1 e no pleossomo 2, os pereiópodes I e II são gnatópodes, sendo que os machos têm um gnatópodo visivelmente maior.

## Distribuição
O Hyalella azteca é encontrada na América Central, no Caribe e na América do Norte, tão ao norte quanto a linha das árvores do Ártico. Vive entre a vegetação e os sedimentos em corpos permanentes de água doce, incluindo lagos e rios, estendendo-se para a água doce das marés e lagunas de barreira de água doce. É “o anfípode mais abundante dos lagos [na América do Norte]”, com lagos de campos de golfe que às vezes abrigam grandes populações.

## Ecologia
Em contraste com outras espécies de Hyalella [en], o H. azteca é extremamente comum e tem ampla tolerância ecológica. Ele pode tolerar águas alcalinas e salobras, mas não tolera um pH menor (mais ácido) do que 6,0.
Os principais alimentos do H. azteca são algas filamentosas e diatomáceas, embora ele também possa consumir detritos geológicos. Ele não consegue assimilar celulose nem lignina, embora essas biomoléculas sejam um componente importante da serrapilheira. No entanto, ele consegue assimilar de 60% a 90% da biomassa bacteriana que ingere.
O Hyalella azteca é um alimento importante para muitas aves Anseriformes. Em Saskatchewan, observou-se que 97% da dieta de fêmeas da negrola-de-asa-branca-americana [en] era composta por H. azteca, e ele também compõe uma parte significativa da dieta do zarro-americano.

## Resistência a inseticidas
Alguns indivíduos desenvolveram resistência a inseticidas. No entanto, isso entra em conflito com sua necessidade de se adaptar às mudanças climáticas: Estudos concluíram que alguns de seus mecanismos de resistência impõem um custo de aptidão sob temperaturas mais altas.

## Ciclo de vida
O Hyalella azteca passa por um mínimo de nove estágios larvais durante seu desenvolvimento. Os sexos podem ser distinguidos pela primeira vez no sexto estágio, com o primeiro acasalamento ocorrendo no oitavo estágio. Os estágios subsequentes, que podem ser de 15 a 20, são considerados adultos.

## Usos
O Hyalella azteca é usado em vários bioensaios aquáticos (também chamados de testes de toxicidade). Devido à sua ampla distribuição, facilidade de reprodução em cativeiro e seu nicho em sedimentos de lagos, o Hyalella azteca é usado em ensaios de toxicologia aquática em sedimentos. O Hyalella azteca tem sido usado para testar a bioacumulação de diferentes contaminantes, como nanomateriais manufaturados, pesticidas e metais.

## Histórico taxonômico
O Hyalella azteca foi descrito pela primeira vez por Henri Louis Frédéric de Saussure [en] em 1858, com o nome de Amphitoe aztecus, com base em material coletado pelos astecas de uma “cisterna” perto de Veracruz, no México. Também foi descrita com vários sinônimos juniores, incluindo:
- Hyalella dentata S. I. Smith, 1874

- Hyalella fluvialis Lockington, 1877

- Hyalella inermis S. I. Smith, 1875

- Hyalella knickerbockeri Bate, 1862

- Hyalella ornata Pearse, 1911

Quando Sidney Irving Smith [en] criou o gênero Hyalella [en] em 1874, H. azteca era a única espécie incluída e, portanto, a espécie-tipo. O gênero agora inclui dezenas de espécies, principalmente na América do Sul.
Atualmente, acredita-se que H. azteca represente um complexo de espécies, uma vez que há pouco fluxo gênico entre as populações e sabe-se que morfotipos diferentes coexistem em algumas áreas. Duas populações locais foram descritas como espécies separadas - Hyalella texana do Planalto de Edwards do Texas e Hyalella montezuma do Poço de Montezuma [en], Arizona. Além de ser um complexo de espécies, o trabalho de laboratório de sequenciamento e análise do genoma de populações de laboratório do Hyalella azteca revelou que a espécie compartilha características de outros organismos modelo. A forma como esses crustáceos interagem com os contaminantes pode fornecer informações sobre como outras espécies interagirão com esses mesmos contaminantes.

## Projeto de sequenciamento do genoma
Há um projeto de sequenciamento do genoma do Hyalella azteca em andamento.
Isso faz parte de um projeto maior que está sendo liderado pelo Centro de Sequenciamento do Genoma Humano da Faculdade de Medicina de Baylor (BCM-HGSC), no qual 28 genomas de artrópodes estão sendo sequenciados.
O sequenciamento desses genomas serve como um início para a iniciativa maior i5k, que tem como meta final o sequenciamento de 5.000 artrópodes. Os cientistas que desejam contribuir com essa pesquisa podem indicar espécies para sequenciar e fazer o download e compartilhar dados no site da i5k. Os dados também podem ser enviados para o Repositório de Biodiversidade do workshop Genoma Global.